# James Thornhill (malíř)
Sir James Thornhill (25. července 1675 nebo 1676, Melcombe Regis – 4. května 1734) byl anglický malíř historických námětů pracující ve stylu italské barokní tradice. Pracoval na některých rozsáhlých kompozicích nástěnných maleb, včetně “Painted Hall” v královské nemocnici v Greenwichi, obrazy na vnitřku kupole katedrály svatého Pavla, pracoval v Chatsworth House a v Wimpole Hall.

## Životopis
Sir James Thornhill se narodil v Melcombe Regis v části Weymount v Dorsetu jako syn Waltera Thornhilla z Warehamu a Mary, nejstarší dcery plukovníka Williama Sydenhama, guvernéra Weymouthu. V roce 1689 se učil u Thomase Highmora (1660–1720), specialisty na figurativní a dekorativní malbu. Hodně se také naučil od Antonia Verria a Louise Laguerra, dvou předních zahraničních dekorativních malířů, kteří pracovali v Anglii.

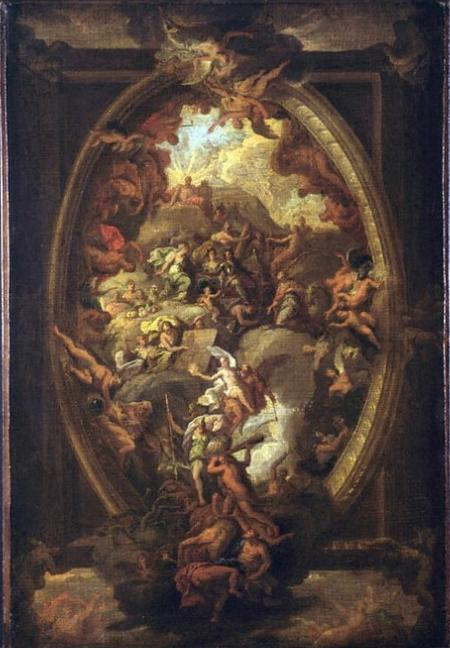
Skica pro malovaný strop Great Hall, nemocnice v Greenwich, kolem roku 1710

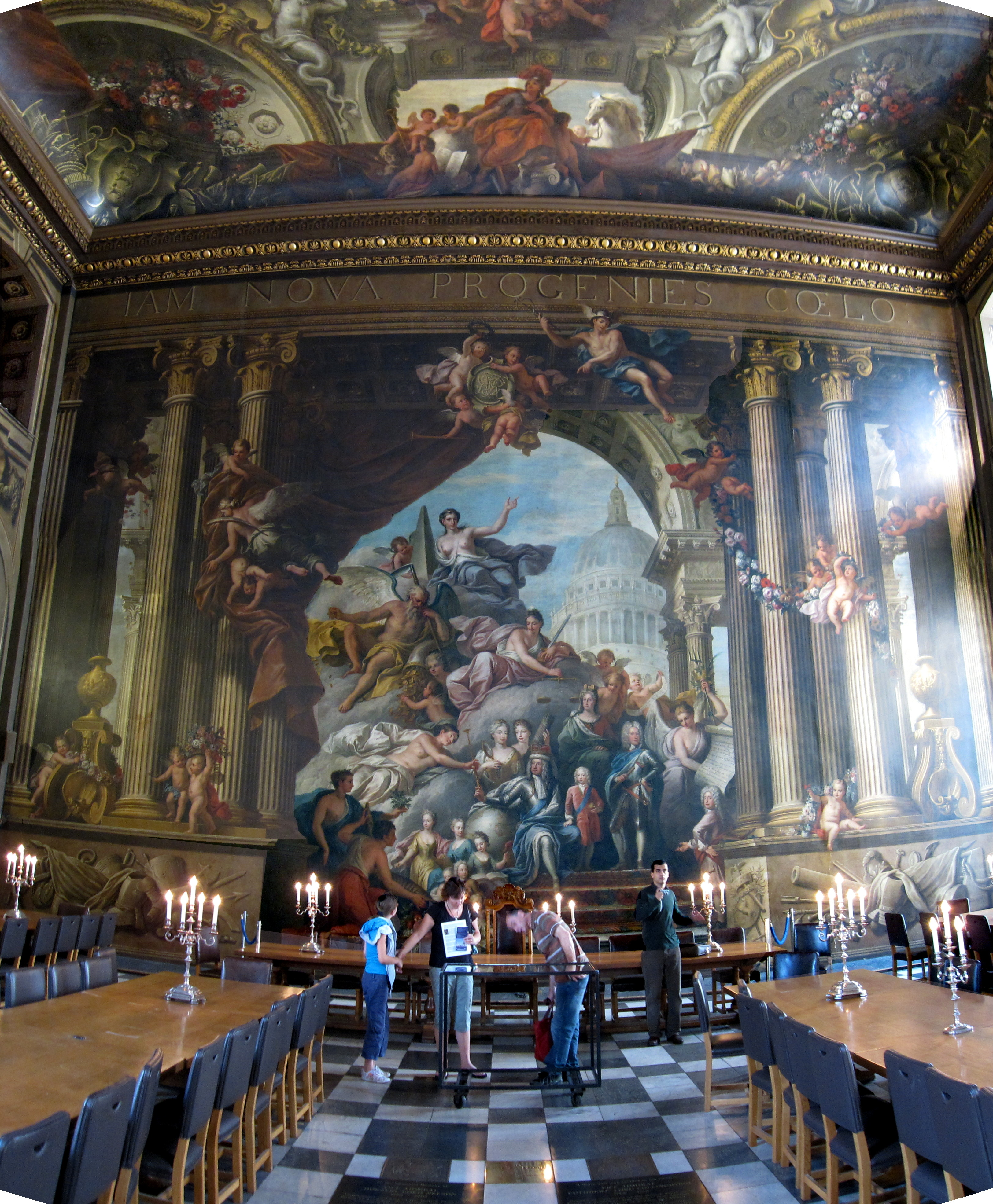
Royal Naval College (Královská námořní vysoká škola), západní zeď, Greenwich

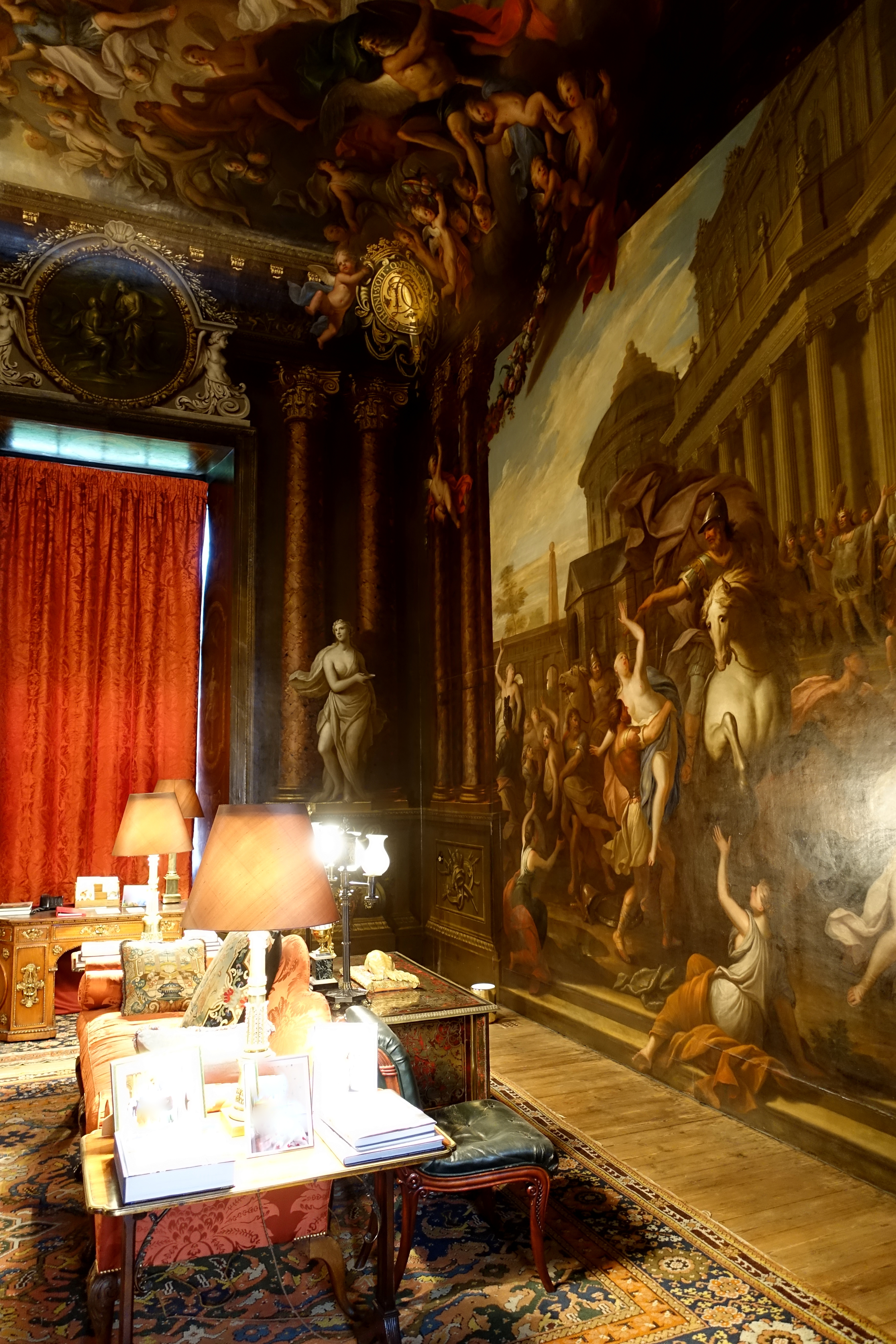
Únos Sabinek, Chatsworth House, 1706

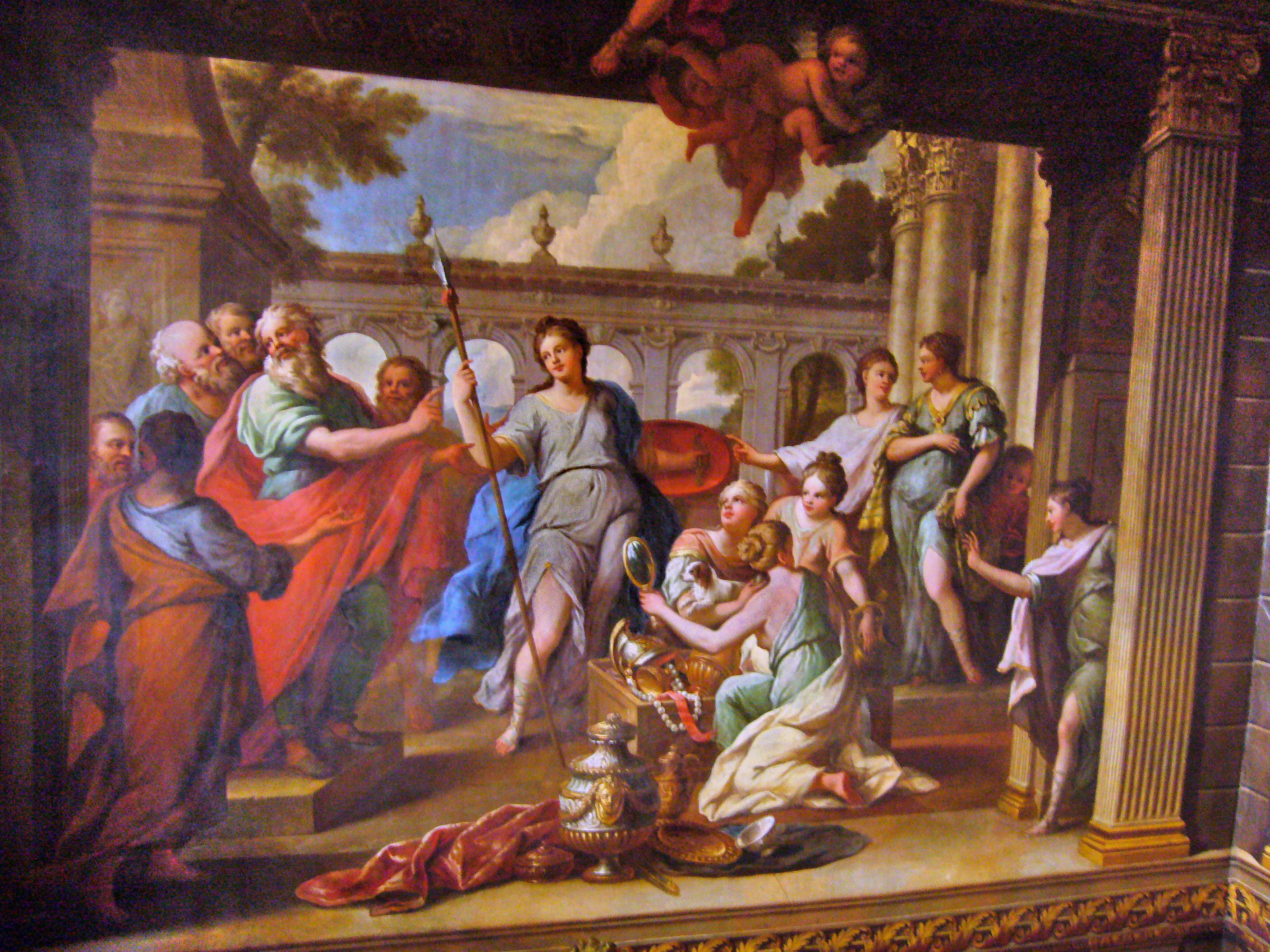
Schodiště Hanbury Hall, kolem 1710

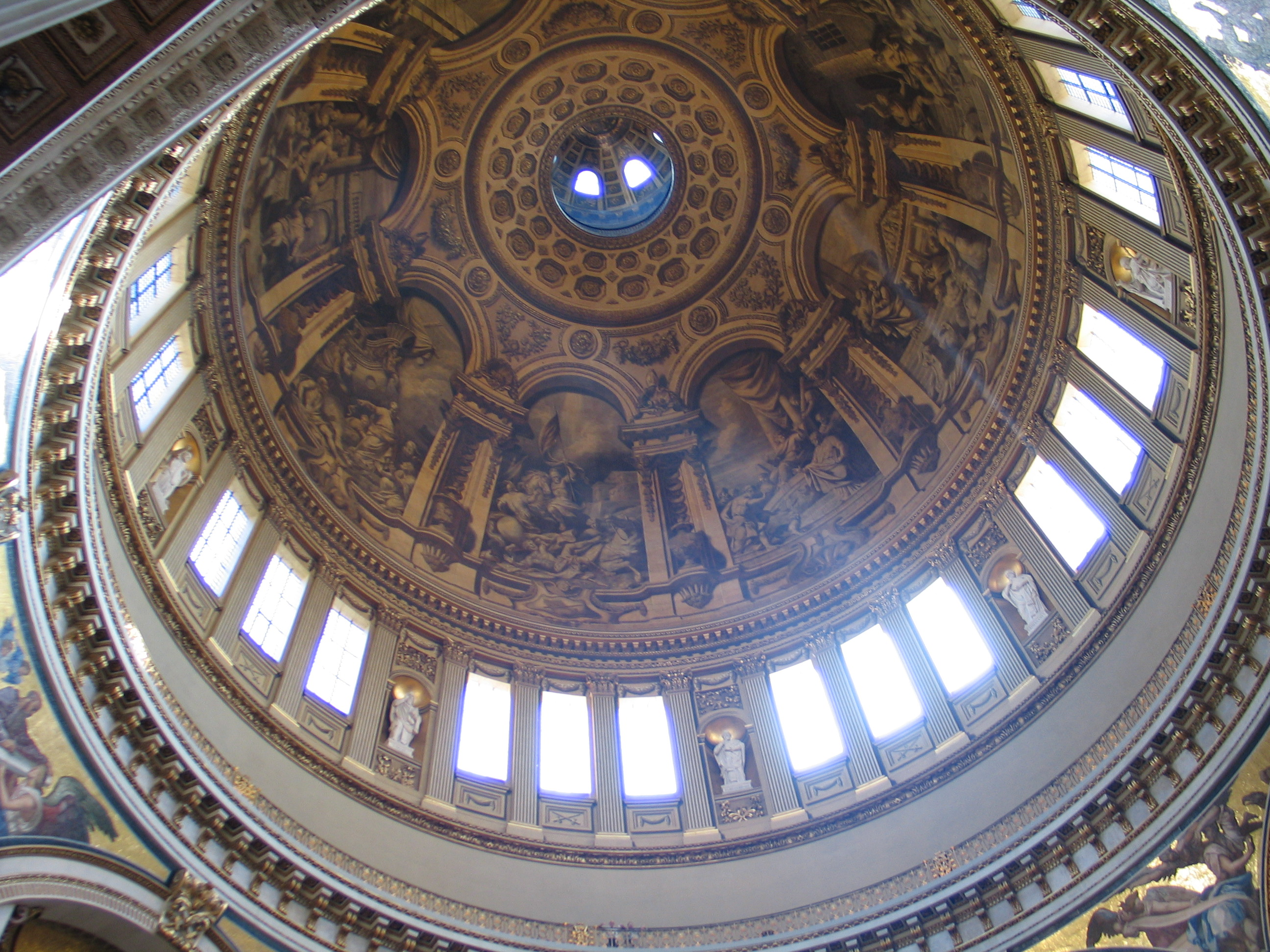
Kupole, Katedrála Svatého Pavla, Londýn, 1714–17

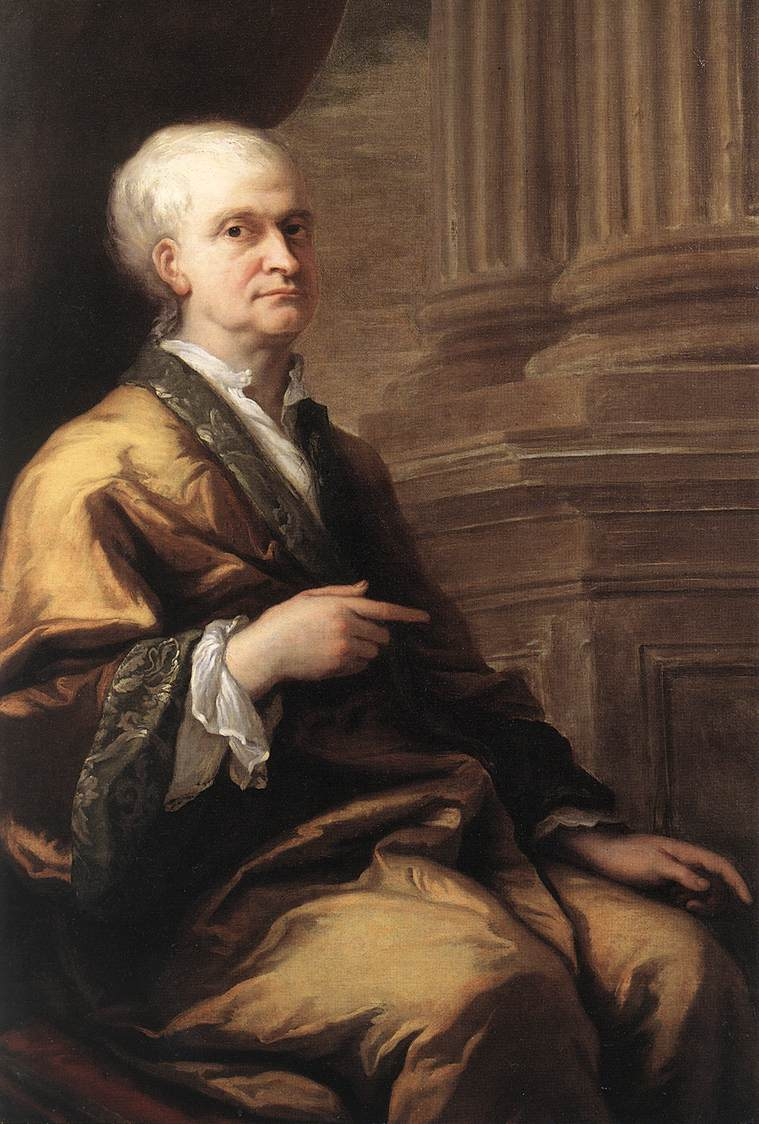
Portrét Sira Isaaca Newtona, 1709–1712

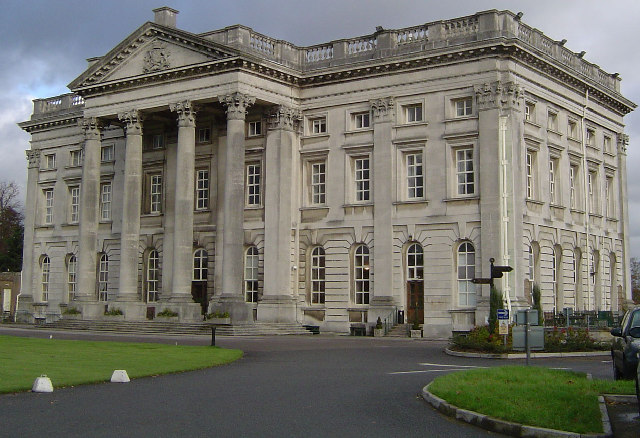
Budova Moor Park Mansion

## Thornhill dekoratér
Thornhill zdobil palácové interiéry velkými kompozicemi, s figurami běžně zobrazovanými v idealizovaných a rétorických pozicích. V roce 1707 byl pověřen výzdobou haly nyní známé jako „Painted Hall“ v Greenwich Naval College (1707–1727). Schéma alegorické nástěnné a stropní výzdoby sálu zobrazuje protestantskou posloupnost anglických monarchů od Viléma III. Oranžského a Marie II. Stuartovnu a Jiřího I. Dne 28. června 1715 byl Thornhill pověřen zakázkou na výzdobu kupole katedrály svatého Pavla. Říká se, že arcibiskup z Canterbury, Thomas Tenison, poznamenal: „Nejsem znalec malby, ale myslím si, že u dvou témat mohu trvat na tom, že: za prvé, že malíř je protestant, a za druhé, že je Angličan“. The Weekly Packet psal, že rozhodnutí udělit zakázku Thornhillovi padlo proto aby „umlčelo všechny hlasité pocty, které dosud byly vzdávány zahraničním umělcům“. Osm scén v kupoli (1716–19), vytvořených v grisaillu, ukazuje epizody ze života Svatého Pavla.
Thornhillovy velké nástěnné malby v palácích a velkých domech často souvisely s aktuálními událostmi, jak byly viděny očima jeho patronů ze Strany Whigů. V Chatsworthu v letech 1707–8 Thornhill dekoroval řadu stěn a stropů, z nichž nejvýznamnější byla souvislá malba zdi a stropu v místnosti sloužící jako ložnice. Zde namaloval obraz The Rape of the Sabine Women (Únos Sabinek), obrovské panoráma válečníků odvádějících sabinské ženy do Říma. Rozhodl se obzvláště vyzdvihnout Hersilii, která byla uctívána pro loajalitu ke svému římskému manželu Romulovi, proti její rodině Sabinů – tedy jde o úmyslný odkaz na Marii Stuartovnu, kterou Whigové chválili za podporu jejího protestantského manžela Viléma III. proti jejímu katolickému otci Jakubovi II. Stuartovi.
Na strop hlavního schodiště v Hanbury Hall přidal Thornhill malý portrét anglického duchovního reverenda Henryho Sacheverella, jehož kázání byla v roce 1710 odsouzena k veřejnému spálení. V roce 1716 Thornhill namaloval strop Great Hall v Blenheim Palace pro Johna Churchilla, 1. vévodu z Marlborough, který se vrátil do vlády Anny Stuartovny. Je vítězem Bitvy u Höchstädtu, známé také jako bitva u Blenheimu během války o španělské dědictví.
Jeho poslední velkou zakázkou bylo vyzdobit kapli ve Wimpole Hall. Na přípravných náčrtcích začal pracovat v roce 1713 a práce byla dokončena v roce 1724. Severní zeď má fiktivní architekturu a čtyři Trompe-l'œil "sochy" čtyř "lékařů církve". (Svatý Augustin, papež Řehoř I., Svatý Jeroným, Svatý Ambrož). Na východní zdi nad oltářem je obraz Klanění tří králů.
V roce 1725 nabídl provést zdarma výzdobu síně pro městskou radu v Guildhall v Londýně. Nabídl své služby zdarma, byl přesto odměněn cenným zlatým pohárem. Síň byla později zničena, ačkoli některé obrazy – Allegory of London a prezentace kardinálských ctností, zosobněné nahými dětmi přežili. Ve svém rodném Dorsetu Thornhill namaloval pro kostel Sv. Marie ve Weymouthu obraz Poslední večeře. Thornhill byl také pozoruhodný portrétista.

## Jiné práce
V roce 1711 byl Thornhill jedním z dvanácti ředitelů akademie Sira Godfreye Kneller na Great Queen Street v Londýně. V roce 1716 zde nastoupil jako hlavní ředitel a zastával funkci až do roku 1720. Poté založil vlastní soukromou školu kreslení v Covent Garden, která však byla brzy zavřena. V listopadu 1724 Thornhill učinil druhý, úspěšnější pokus o založení bezplatné akademie ve svém soukromém domě v Covent Garden. V roce 1718 Thornhill koupil velký dům na Covent Garden a v 1725 jej renovoval v palácovém stylu. V roce 1720 si vyzkoušel také architekturu. Spolu s Giacomo Leonim navrhl Moor Park ve kterém vymaloval strop vstupní haly a další místnosti.

## William Hogart
William Hogarth byl pravděpodobně od začátku členem druhé akademie Thornhilla. Dne 23. března 1729 se oženil s Thornhillovou dcerou Jane. Thornhill byl s Hogarthem, když šel za britskou vražedkyní (zavraždila tři ženy) Sarah Malcolmovou do vězení v Newgate těsně před její popravou, aby Hogart mohl načrtnout její portrét.

## Vyznamenání
V červnu 1718 král Jiří I. udělil Thornhillovi titul dvorního malíře, v březnu 1720 dostal titul "Serjeant Painter", což sebou neslo čestné a také velmi lukrativní postavení dvorního malíře s právem dekorovat všechna královská sídla. Dne 2. května 1720 ho král jmenoval rytířem, jako prvního umělce, který tento titul dostal. Ve stejném roce se stal členem Painters' Company (Malířské společnosti) a v roce 1723 členem Royal Society. Thornhill byl poslancem parlamentu za Melcombe Regis. Pravidelně hlasoval s vládou. Církvi věnoval oltářní obraz, který sám namaloval. Ke konci svého života už nedostával žádné významné zakázky a tak začal kopírovat karikatury Raffaela. Kromě kopií v plné velikosti, dokončených v roce 1731, provedl 162 menších studií hlav, rukou a nohou, které zamýšlel publikovat v tištěné podobě pro potřeby studentů umění, ale toto dílo po jeho smrti zůstalo nedokončené. Původní drobné návrhy detailů karikatur jsou nyní ve sbírce Victoria and Albert Museum v Londýně. Thornhillovy kopie karikatur byly prodány v aukci, kterou vedl Christopher Cock 24. a 25. února 1735 v jeho domě na Covent Garden.

## Galerie Thornhillových prací

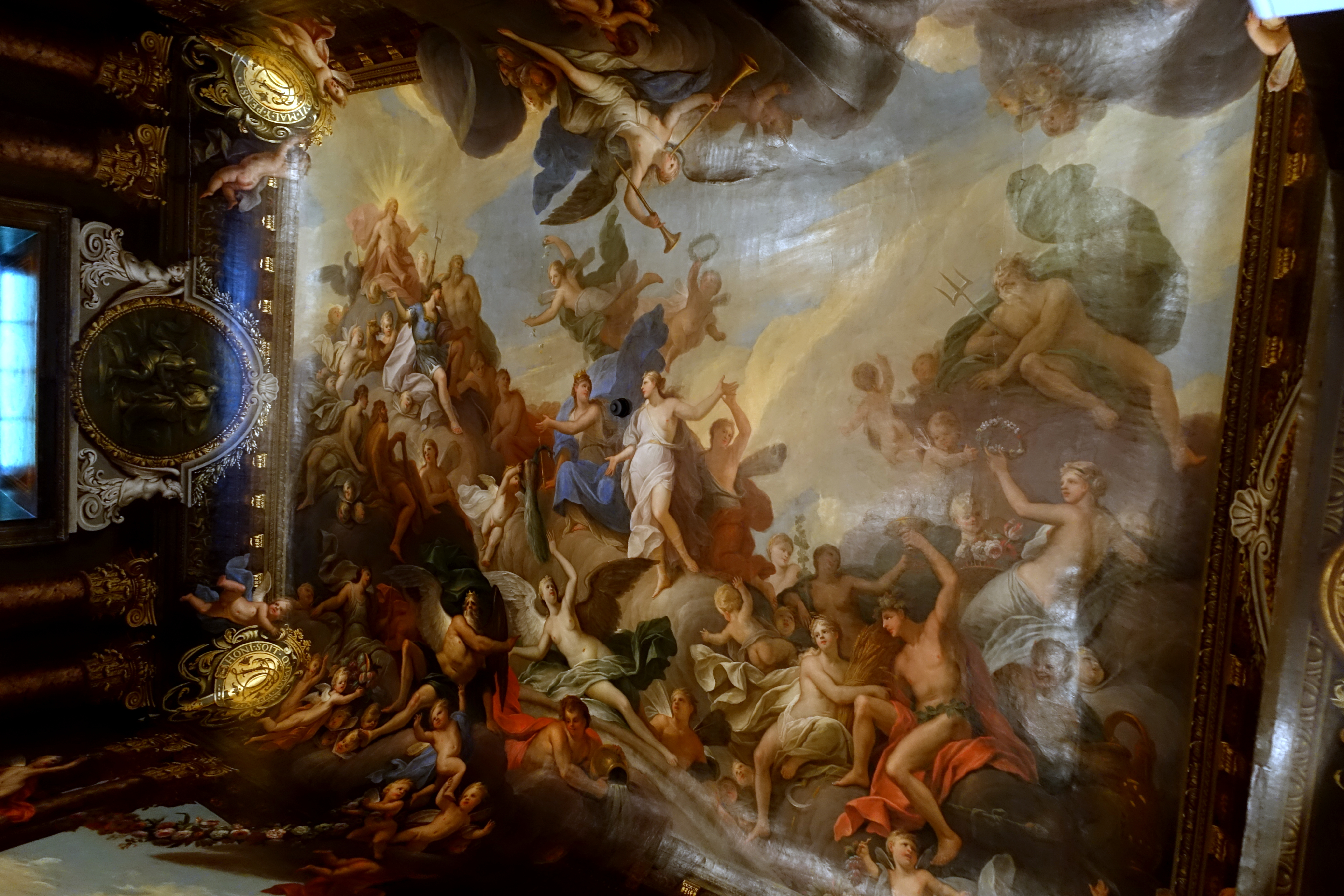
Hersilia ukazuje Romulovi Olymp, Chatsworth House, 1708
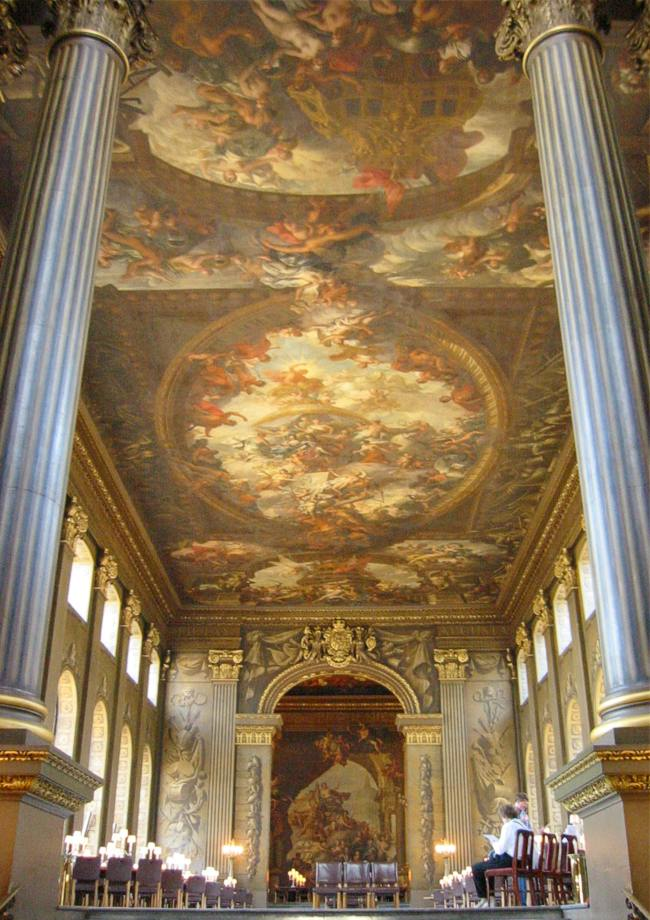
Painted Hall, Greenwich Hospital, 1708–1727
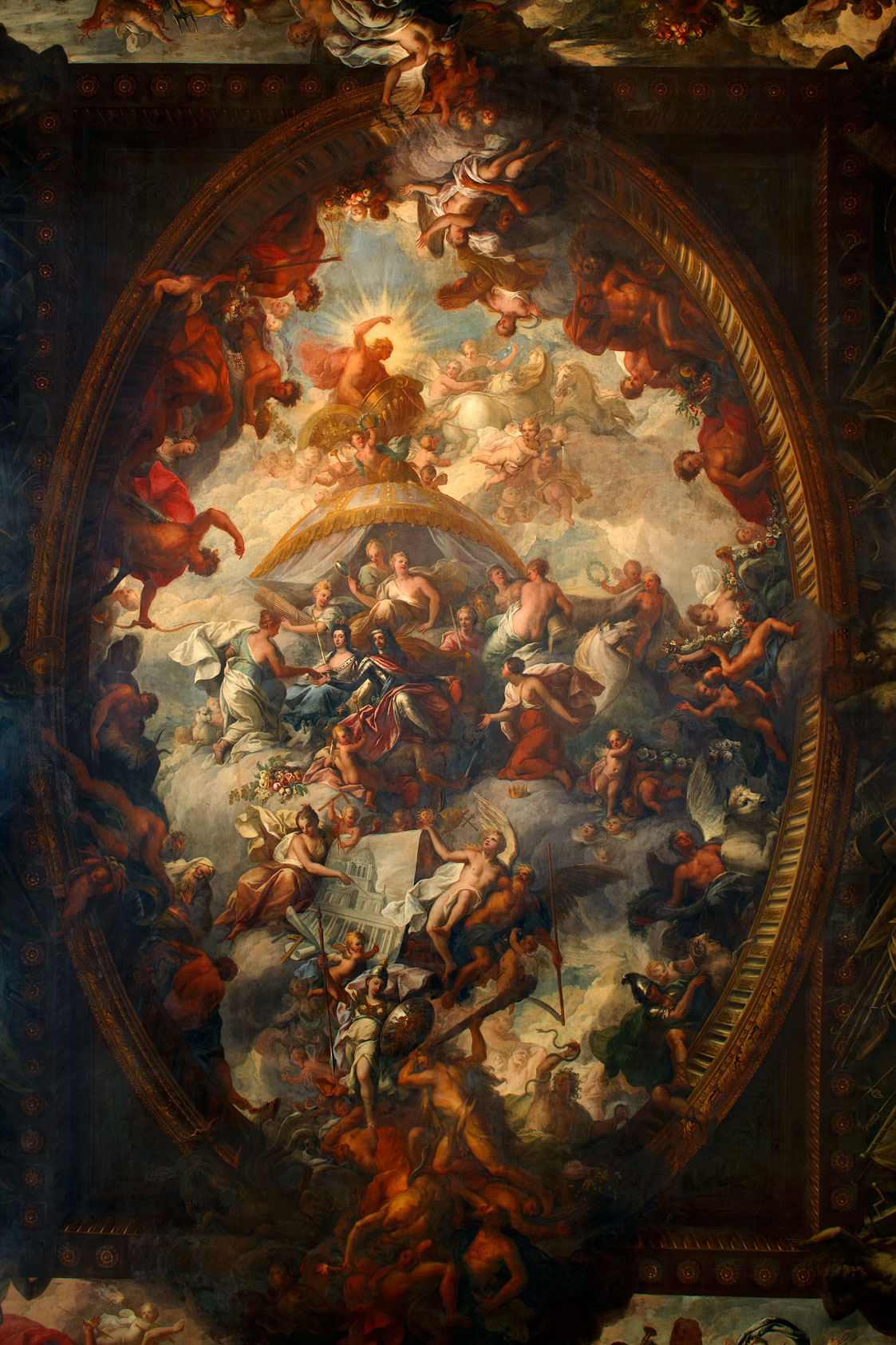
Vítězství míru a svobody nad tyranií, Painted Hall, Greenwich Hospital, 1708–1712
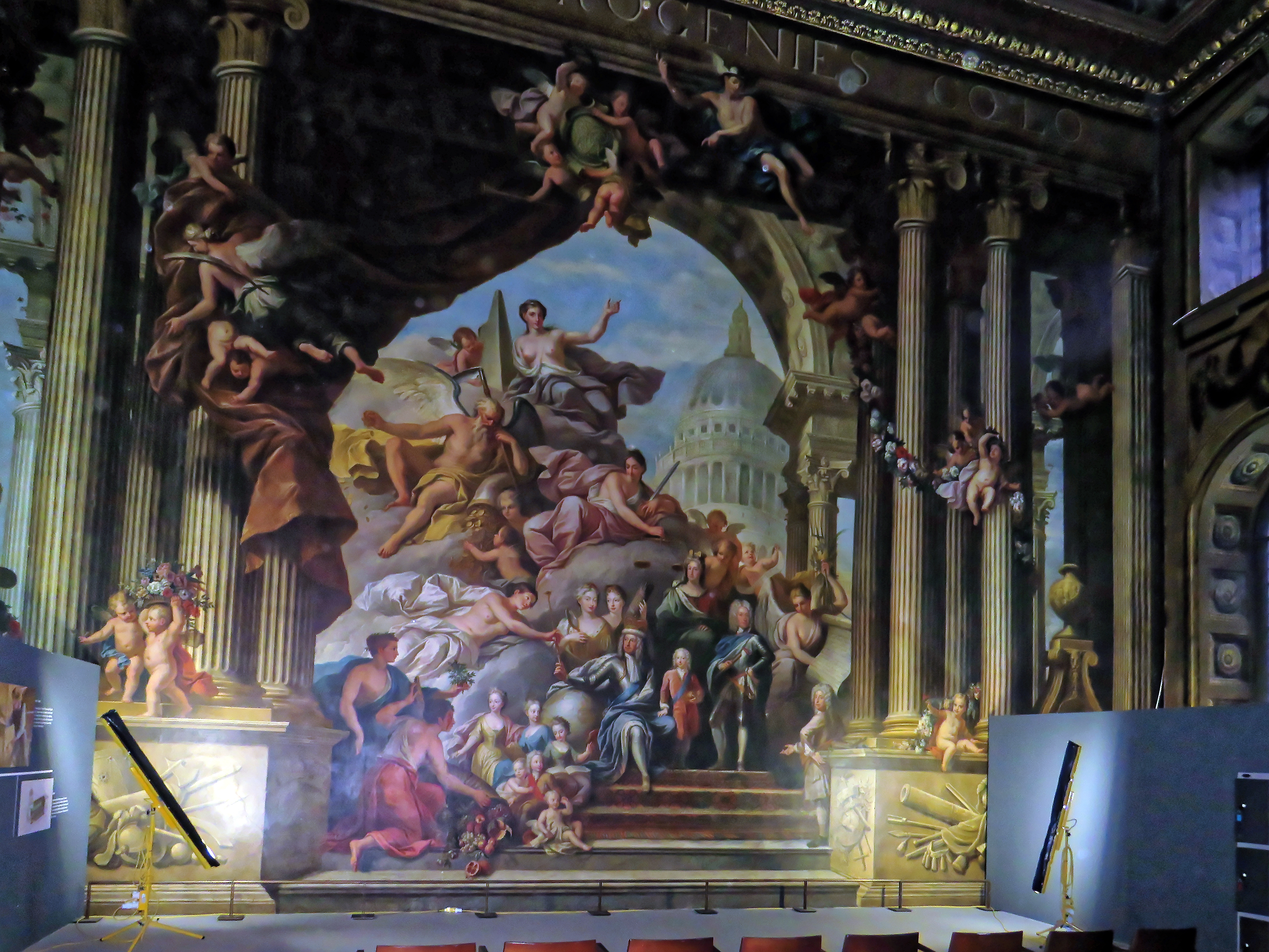
Jiří I. s rodinou a alegorickými postavami, Painted Hall, Greenwich Hospital, 1718–1725
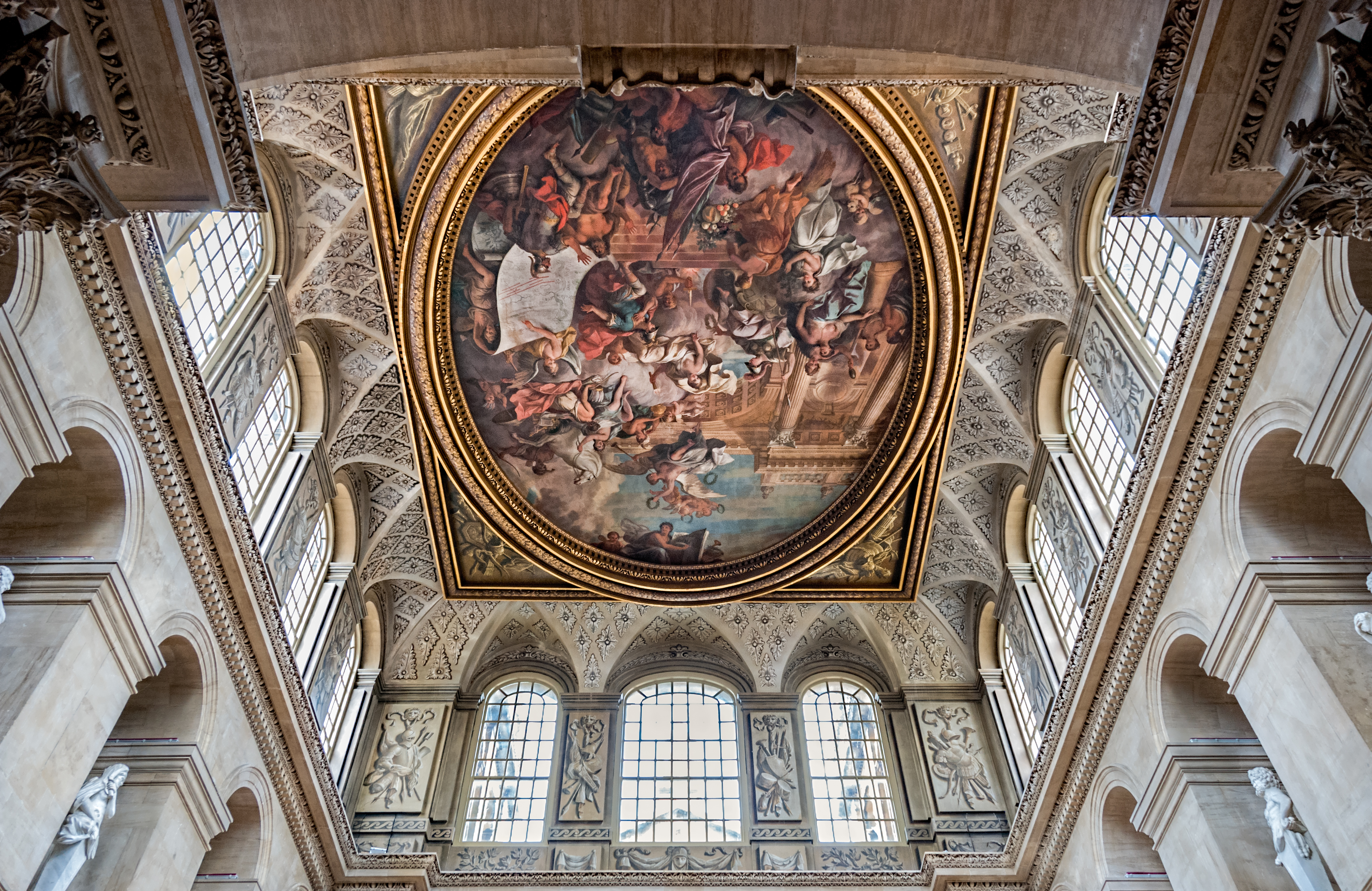
Strop, Blenheim Palace, 1716